# Акалаев, Рустам Нурмухамедович
Руста́м Нурмухаме́дович Акала́ев (род. 21 января 1950, Ташкент, Узбекская ССР) — советский узбекский врач, терапевт, доктор медицинских наук (1996), профессор (2008), главный токсиколог Министерства здравоохранения Республики Узбекистан (с 2011).

## Биография
Родился 21 января 1950 года в городе Ташкент, Узбекская ССР, СССР.
В 1974 году окончил лечебный факультет Ташкентского государственного медицинского института. В том же году начал работать врачом в отделении «искусственная почка». В 1976 году назначен заведующим лабораторией гемодиализа клинической больницы Минздрава Узбекской ССР, работал в этой должности до 1983 года.
С 1983 по 1997 год возглавлял Республиканский центр гемодиализа в Ташкенте. За эти годы подготовил врачей почти для всех отделений «Искусственная почка» в Узбекистане, для республик Средней Азии и Казахстана. Также принимал участие в организации отделений гемодиализа в Узбекистане и в Казахстане, Таджикистане, Кыргызстане и Туркменистане.
В 1989 году защитил кандидатскую диссертацию на тему «Оценка эффективности гемодиализа и гемосорбции при хронической почечной недостаточности по среднемолекулярным токсинам и механизм их действия». В 1996 году — докторскую на тему «Проблемы патогенеза, клиники и лечения методами гемодиализа, гемосорбции и плазмафереза уремической интоксикации при ХПН». В 2008 году был избран профессором.
С 2001 по 2011 год преподавал в качестве профессора на кафедре анестезиологии и реаниматологии Ташкентского института усовершенствования врачей. С 2011 года преподаёт на кафедре экстренной медицинской помощи там же. В том же году назначен заведующим научно-клинического отдела токсикологии РНЦЭМП.
С 2008 по 2011 года работал главным специалистом по гемодиализу. В 2011 году стал главным токсикологом Министерства здравоохранения Республики Узбекистан.
Написал более 100 научных работ. Среди его учеников есть кандидаты и доктора медицинских наук. Проводит занятия для врачей скорой помощи, медицины катастроф, реаниматологов и токсикологов по клинической токсикологии, экстракорпоральной детоксикации и гемодиализу. Сделал 50 рационализаторских предложения и получил авторские свидетельства.
Награждён ведомственными значками «Отличник здравоохранения СССР» и «Отличник здравоохранения Республики Узбекистан». В 2013 году награждён почётной грамотой президента Татарстана за большой вклад в укрепление межнациональной дружбы и сотрудничество между Узбекистаном и Татарстаном.
Также награждён медалью Роберта Коха в 2014 и медалью Рудольфа Вирхова в 2015 году.

## Награды и звания
- Отличник здравоохранения СССР
- Отличник здравоохранения Республики Узбекистан
- Медаль Роберта Коха
- Медаль Рудольфа Вирхова